# Armée de terre soviétique
Pour un article plus général, voir Armée rouge.
 (août 2024).
Si vous disposez d'ouvrages ou d'articles de référence ou si vous connaissez des sites web de qualité traitant du thème abordé ici, merci de compléter l'article en donnant les références utiles à sa vérifiabilité et en les liant à la section « Notes et références ».

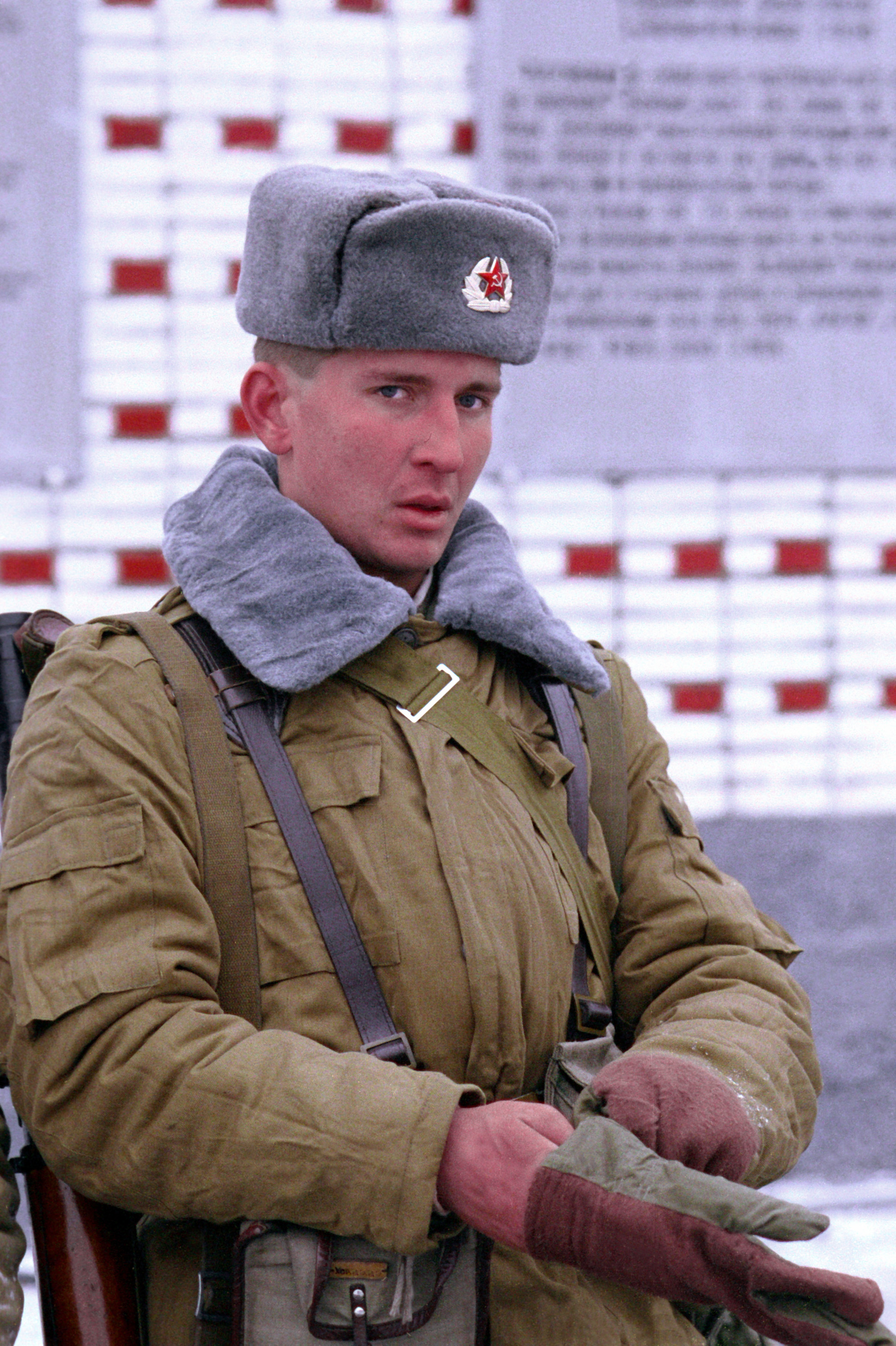
Un soldat de l'armée de terre soviétique en janvier 1992.

L'armée de terre soviétique (en russe : Советская армия) est le nom donné à la principale branche terrestre des Forces armées soviétiques (l'Armée rouge) entre février 1946 et décembre 1991, bien qu'elle n'ait été pleinement mise hors service qu'au 25 décembre 1993 à la suite de son remplacement par l'armée de terre russe. Elle est aussi connue sous le nom d'Armée rouge.

## Description

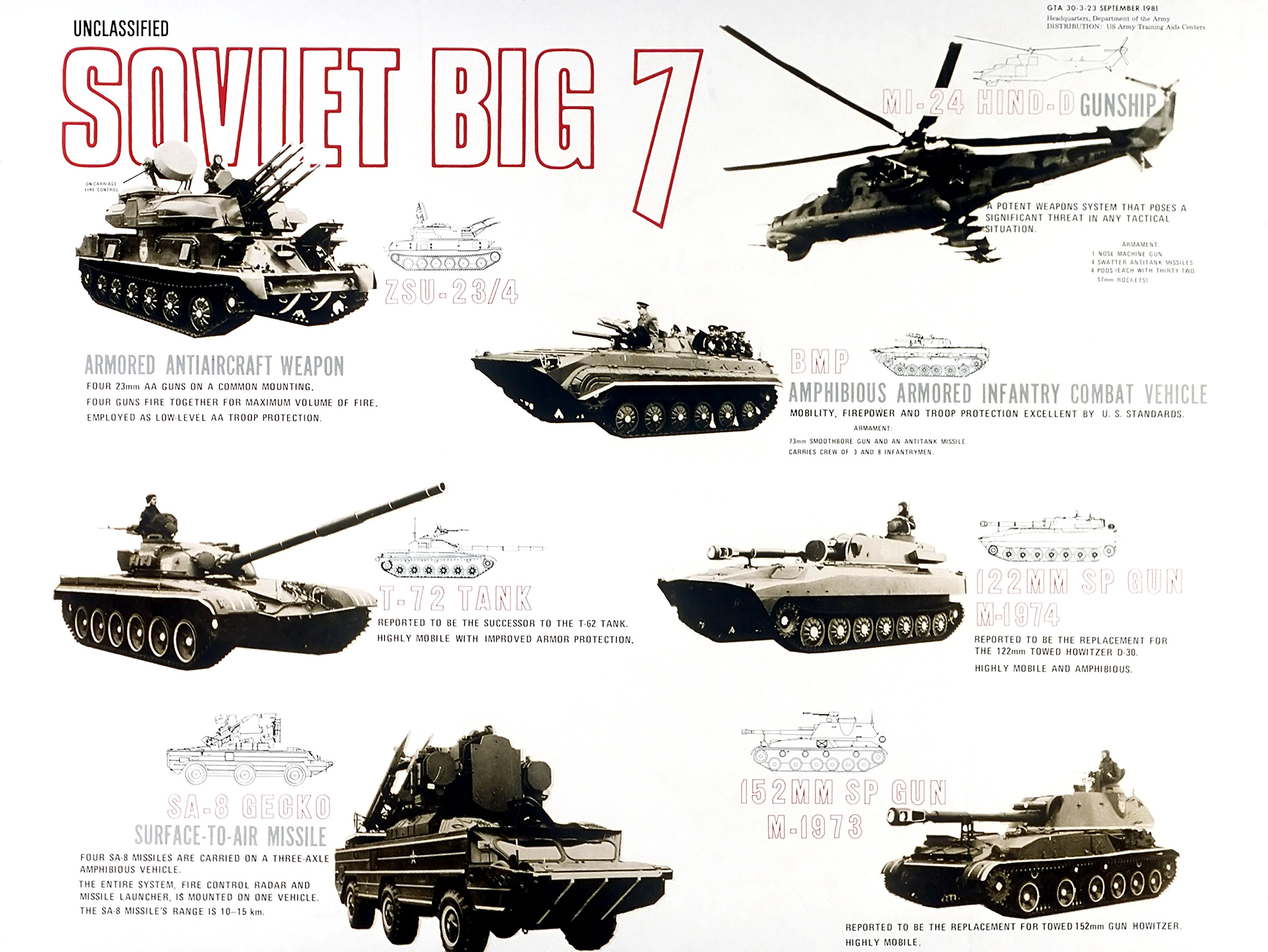
Une évaluation américaine des sept éléments les plus importants de l'équipement de combat soviétique en 1981.

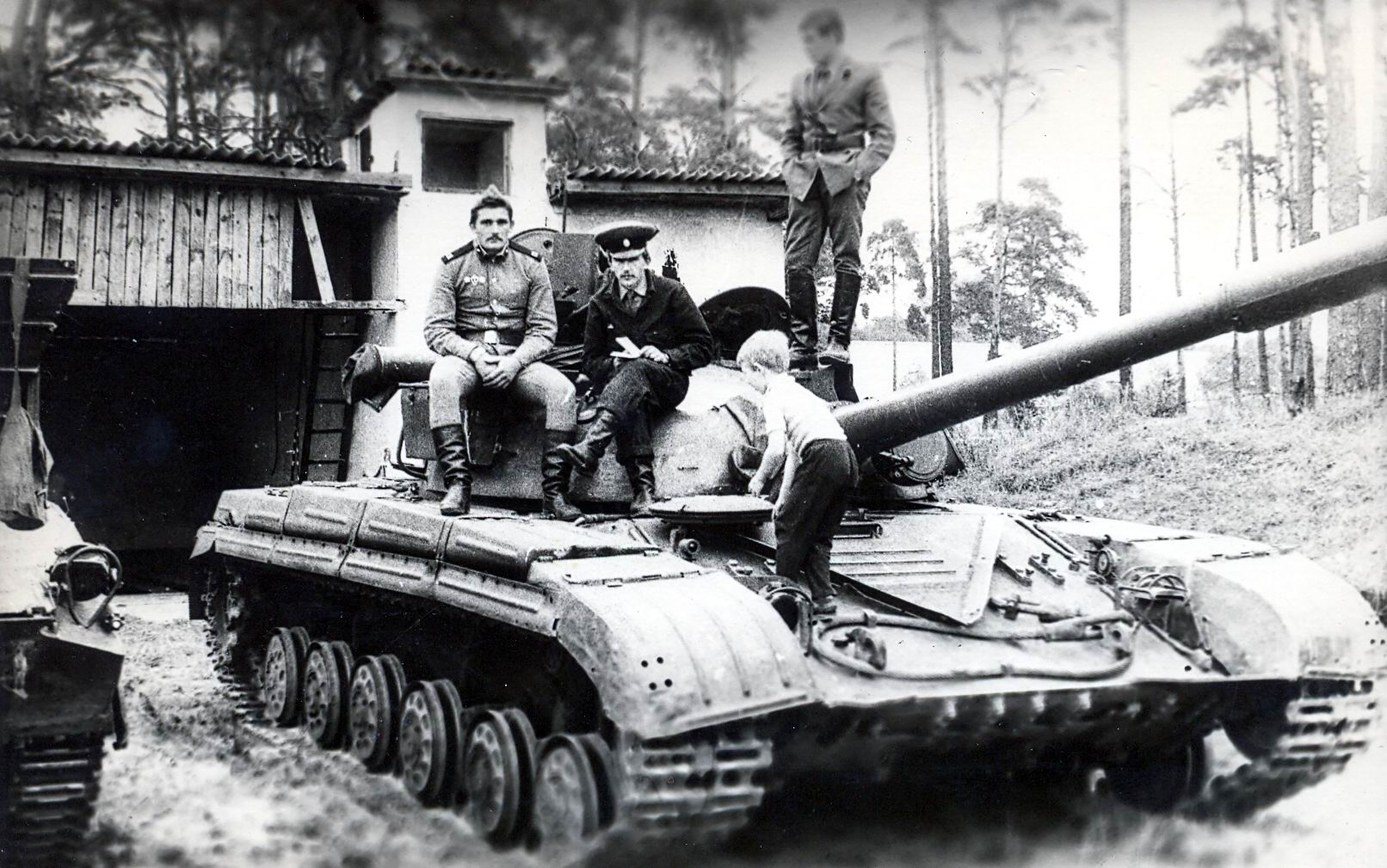
Un T-64 du groupement des forces armées soviétiques en Allemagne au début des années 1980.

### Matériel
Elle compte de loin les plus nombreuses formations de chars de la guerre froide. 

### Personnels
Elle compte 1 400 000 personnels d'active en 1991[réf. souhaitée].

## Liste des commandants en chef
- Gueorgui Joukov, 1946
- Ivan Konev, 1946-1950
- Ivan Konev, 1955-1956
- Rodion Malinovsky, 1956-1957
- Andreï Gretchko, 1957-1960
- Vassili Tchouïkov, 1960-1964
- Ivan Pavlovsky, 1967-1980
- Vassili Ivanovitch Petrov, 1980-1985
- Yevgeny Ivanovsky (en), 1985-1989
- Valentin Varennikov (en), 1989-1991